# Scopula brachypus
Scopula brachypus är en fjärilsart som beskrevs av Louis Beethoven Prout 1926. Scopula brachypus ingår i släktet Scopula och familjen mätare. Inga underarter finns listade.